# Arc musical
L’arc musical est un instrument de musique idiocorde ancien. Il est dérivé de l'arc, arme de guerre. La différence entre les deux n'est pas visuelle, mais structurelle et fonctionnelle car l'arc musical n'étant pas tenu de tirer des flèches, n'a pas besoin de pouvoir plier davantage que sa tension normale. Il pourrait être un des premiers instruments de musique fabriqué par des hommes.
On rencontre essentiellement l'arc musical en Afrique où il en existe de multiples variétés, y compris des pluriarcs (des arcs accolés les uns aux autres). Ils diffèrent surtout par le type de résonateur employé : bouche, cavité dans le sol, calebasse, pot, noix de coco, boite de conserve, etc. Certains sont pincés, tandis que d'autres sont frappés ou frottés à l'aide d'une ou deux baguettes, et d'autres encore tapotés à l'aide d'un archet. Certains nécessitent un musicien, d'autres deux. Ces instruments sont parfois difficiles à classer organologiquement (cordophone, idiophone, cithare, harpe, etc.).

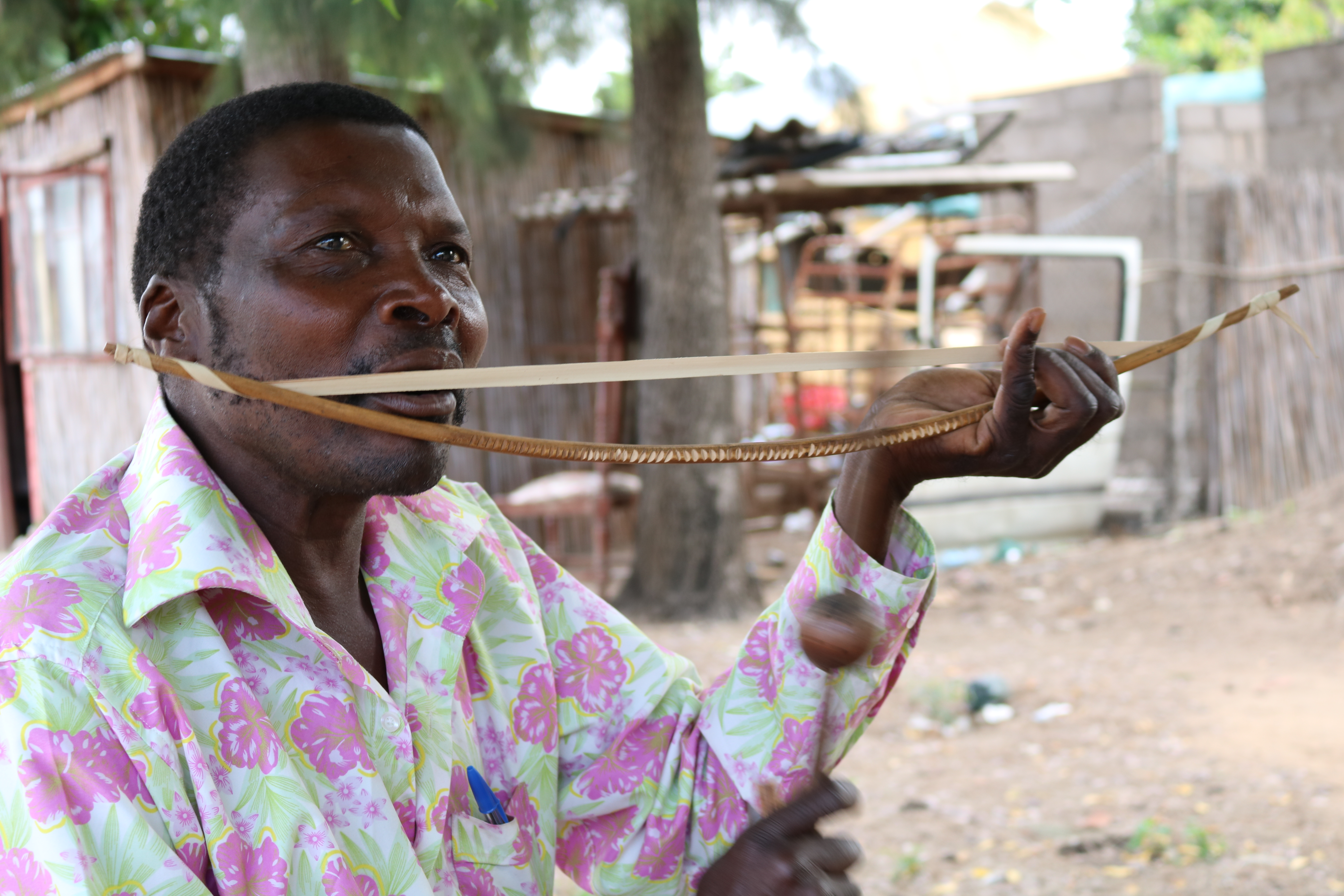
Arc musical au Mozambique (2017).

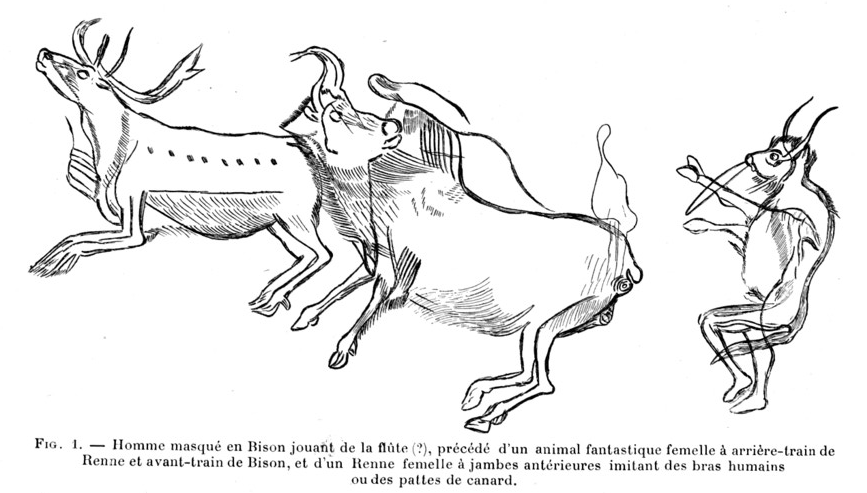
Le sorcier dansant de la grotte ornée des Trois-Frères semble jouer d'un arc-en-bouche.

On retrouve toutefois des exemples ailleurs, notamment au Brésil et en Inde, et on peut se demander dans quelle mesure la traite des Noirs en est responsable, mais aussi dans bien des populations indigènes en Amérique, en Asie ou en Océanie.

## Historique
Il est supposé que les arcs aient pu être utilisés comme instrument de musique dès 13 000 ans avant J.-C.. Henri Breuil a par exemple, lors d'une étude des grottes des Trois Frères en France, réalisé une gravure qui tentait de reproduire une des peintures rupestres du site datant d'environ 13 000 ans avant J.-C.. Sa gravure montre un personnage mystérieux, un homme « camouflé en bison », au milieu d'un troupeau d'animaux, rassemblant les bêtes et semblant jouer de l'arc musical,,.
Des peintures rupestres en Afrique du Sud suggèrent une grande diversité d'arc musicaux ainsi que de manières de jouer.
Les musicologues se sont demandé si l'arc de chasse pouvait être un ancêtre possible du chordophone. Curt Sachs a déclaré qu'il y avait de bonnes raisons de ne pas considérer les arcs des chasseurs comme des arcs musicaux, notamment parce que les plus anciens arcs musicaux connus mesurent 3 mètres de long, ce qui est inutile pour la chasse, et que les arcs musicaux ne semblent pas avoir été particulièrement associés aux croyances et aux cérémonies de la chasse. Sachs remarque toutefois que le nom du luth grec, pandura, était probablement dérivé de pan-tur, un mot sumérien signifiant « petit arc ». Il considère à l'appui de cette constatation que l'arc musical était probablement un « ancêtre » du luth percé.
Les arcs utilisés pour la musique nécessitent un résonateur, tel qu'un un objet creux ou la bouche d'un musicien, afin de produire un son audible. Bien que l'arc musical puisse être manipulé pour produire plus d'un ton, les instruments développés à partir de celui-ci n'utilisent qu'une note par corde,.
Les arcs musicaux sont encore utilisés aujourd'hui dans un certain nombre de cultures. On peut le trouver à Eswatini dans le sud de l'Afrique mais aussi en Afrique de l'Est, à Madagascar ou à la Réunion. En dehors de l'Afrique, on peut citer le berimbau et le malunga (dérivés de l'arc musical africain) ou l'arc à bouche des Appalaches.

## Appellations des arcs musicaux
Appellations des  différents arcs avec les peuplades et les pays où ont été utilisés des arcs musicaux :
- « Babompo » au Congo
- « Bagili » des Lundas au Gabon
- « Bawan » des Wolofs au Sénégal
- « Bazombé » des Bushongos du Congo
- « Berimbau » ou Bombre ou Bomb dans de nombreux pays et pour la capoeira au Brésil et la moringue dans l'Océan indien
- « Bob » ou bobre, arc musical utilisé dans le maloya à La Réunion
- « Chicoloua » des Ngangelas d'Angola
- « Chipendane » des Shonas du Zimbabwe
- « Chitchendjelé » d'Afrique du Sud
- « Dodo » des Bétés en Côte d'Ivoire
- « Dzedzilava » des Merinas et Betsileos à Madagascar
- « Ekidiongo » des Hamars en Ouganda
- « Ekolowa » des Vimbundu, des Cokue et des Ngangela d'Angola
- « Embulumbumba » des Mwila en Angola
- « È.ngbítí » arc à deux cordes joué par des femmes pygmées Aka de Centrafrique
- « Gora » des Sothos du Lesotho
- « Goura » des Bushmen d'Afrique du Sud
- « Gualambo » au Brésil et au Paraguay
- « Jejulava » des Tsimihety de Madagascar
- « Kadak » des Lundas et des Pygmées Mbutis au Congo
- « Kãkaramã » des Lobi du Burkina Faso
- « Kakarama » des Lobi du Ghana
- « Kalakoyé » des Dialas de Casamance
- « Kɑ̃gɑnɩmɑ » des Gan[10] du Burkina Faso
- « Kɛ̃kermɑ » des Dyan du Burkina Faso
- « Konyagi » des Peuls du Fouta Djalon de Guinée
- « Lankwa » des Tékés au Gabon
- « Lesiba », arc musical des Sothos du Lesotho doté d'une plume
- « Lo(i)Lo » des Samogos au Mali, des Peuls et des Konyagis en Guinée et au Burkina-Faso.
- « Lougounga » des Bembés et des Batékés du Congo
- « Lubumbabumba » des nyanekas d'Angola
- « Lukuji » des Kikuyu du Kenya
- « Lunkungu » du Congo
- « Lusuba » des Lubas au Congo
- « Ma'wo » ou « Mawuwi » utilisé par les tribus Yokut, Maidu, Tlingit, Pomo, Miwok et Yurok en Amérique du Nord
- « Massunda » des Muserongos du Bas-Congo
- « Mbéla », arc musical à résonateur buccal des Pygmés Aka et des Ngbakas en Centrafrique[11]
- « Moungongo », arc musical à résonateur buccal des Mitsogos au Gabon[12]
- « Omakola » des Kwanyamas d"Angola

- « Setolotolo » des Sothos et les Bantous d'Afrique du Sud
- « Thigle apho » arc triple des Hamars d'Éthiopie
- « Thomo » des Sothos du Lesotho
- « Tshidzholo » des Vendas d'Afrique du Sud
- « Umqangui » des Xhosas et « Umqangala » des Zoulous d'Afrique du Sud
- « Umrhube » des Xhosas d'Afrique du Sud
- « Umuduri » des Twas du Burundi
- « Villâdivâdyam » arc musical mui de clochettes pour la musique kéralaise et tamoule dédiée aux rituels hindous en Inde
- « Villu » ou * « Onavillu » ou « Villukottu » pour la musique du Kérala dans le sud de l'Inde
- « Xitendé » des Tsongas d'Afrique de Sud

## Source
- (en) S. Sadie, The New Grove Dictionary of Musical Instruments, Macmillan, London, 1985.

## Filmographie
- Chants et danses des pygmées Aka du Congo au musée du quai Branly (ARTE Concert) ; Arc musical au point 30:06